# 交通整理

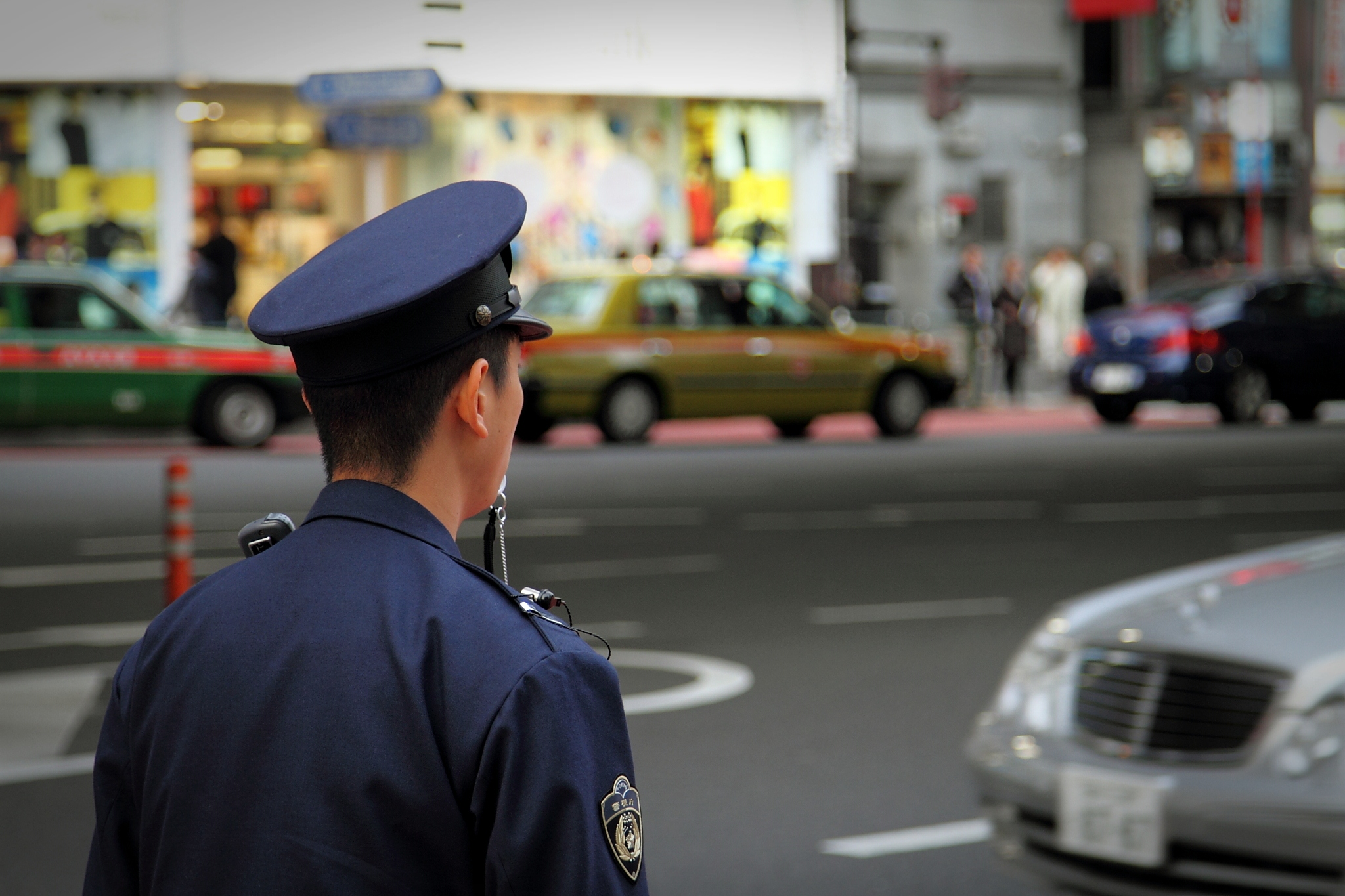
交通取締中の警察官

交通整理（こうつうせいり）は、道路の交差点やその他の場所において、交通の円滑を図るために信号機や手信号、誘導棒などにより、歩行者や車両等の交通を整理する行為。

## 日本での交通整理
道路交通法で「交通整理」と言う文言が使われている。文言自体の明確な定義は無い。

### 信号機による交通整理
都道府県公安委員会が設置した信号機は、法的拘束力を持つ。
道路工事等の理由により、工事業者により工事現場に設置されている信号機には、道路交通法上の法的拘束力はない。すなわち、工事現場の信号機を無視したからと言って、直ちに道路交通法違反で検挙されることはない。

### 警察官または交通巡視員による交通整理

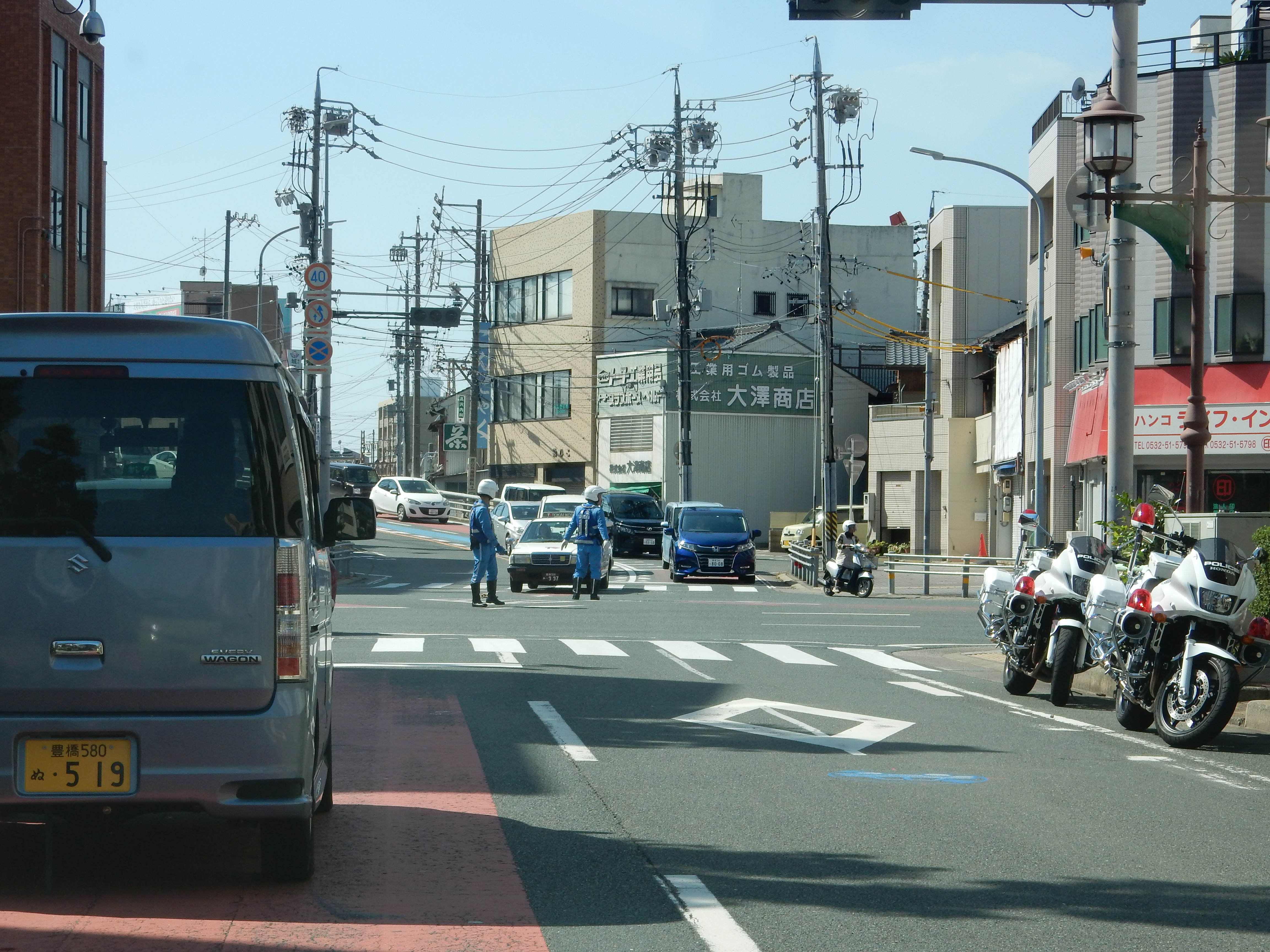

警察官や交通巡視員による手信号もまた、法的拘束力を持つ。
道路上で事故や災害、停電等の理由により、またデモ行進の1個梯団を通すため、警察官や交通巡視員により手信号で交通整理を行っていることがある。もし手信号と信号機の表示が異なる場合は、信号機ではなく、手信号が優先する。

### 警備員による交通誘導
道路工事等の理由により、警備員等による交通誘導が行われていることがあるが、「交通整理」と異なり、警備員による手信号や誘導には道路交通法上の法的拘束力は一切ない。区別のために正しくは「交通誘導警備」と呼ぶ。
これらの警備員による手信号や誘導を無視したからと言って、直ちに道路交通法違反で検挙されることはない。
警備員による手信号や誘導と、道路標識や信号機、その他道路交通法の規定とが異なる場合は、後者が優先する。
すなわち、（違法な）警備員による手信号や誘導に従ったことにより、道路交通法の規定に違反した場合は、運転者本人が検挙される可能性がある。
その結果、交通の危険や交通事故を起こした場合には、運転者本人が刑事責任を問われる。警備員側の責任も問われる。

### 交通整理の行われている交差点
道路交通法で「交通整理の行われている交差点」と言う文言が使われている。これは、判例上、次の交差点が該当する。
- 信号機により、青信号、黄信号および赤信号（付随する矢印信号を含む）を表示している交差点
- 警察官や交通巡視員により、前号に相当する手信号が表示されている交差点

点滅信号（黄信号の点滅、赤信号の点滅 ）が表示されている交差点は、「交通整理の行われている交差点」ではない。また、停電や故障により信号機の表示が消えている交差点も同様に「交通整理の行われている交差点」ではない。